# Pa negre
Pa negre is een Spaanse film uit 2010, geregisseerd door Agustí Villaronga.

## Verhaal
De film speelt zich af in Catalonië in de jaren na de Spaanse burgeroorlog. De jongen Andreu vindt de lichamen van een man en zijn zoon in het bos. De autoriteiten stellen Andreu's vader in staat van beschuldiging. Andreu is vastberaden zijn vader te helpen en om op zoek te gaan naar de echte daders. Langzaam maar zeker, ontdekt Andreu het verraad in de wereld van de volwassenen.

## Rolverdeling
| Acteur           | Personage     |
| ---------------- | ------------- |
| Francesc Colomer | Andreu        |
| Marina Comas     | Núria         |
| Nora Navas       | Florència     |
| Roger Casamajor  | Farriol       |
| Lluïsa Castell   | Ció           |
| Mercè Arànega    | Sra. Manubens |
| Marina Gatell    | Enriqueta     |
| Elisa Crehuet    | Abuela        |
| Laia Marull      | Pauleta       |
| Eduard Fernández | Maestro       |
| Sergi López      | Alcalde       |

## Ontvangst

### Prijzen en nominaties
De film werd genomineerd voor 14 Premios Goya, waarvan de film er negen won.
| Jaar | Evenement                       | Categorie                | Genomineerde                                     | Resultaat   |
| ---- | ------------------------------- | ------------------------ | ------------------------------------------------ | ----------- |
| 2011 | Premios Goya (25ste uitreiking) | Beste film               | Pa negre                                         | Gewonnen    |
| 2011 | Premios Goya (25ste uitreiking) | Beste regisseur          | Agustí Villaronga                                | Gewonnen    |
| 2011 | Premios Goya (25ste uitreiking) | Beste actrice            | Nora Navas                                       | Gewonnen    |
| 2011 | Premios Goya (25ste uitreiking) | Beste mannelijke bijrol  | Sergi López                                      | Genomineerd |
| 2011 | Premios Goya (25ste uitreiking) | Beste vrouwelijke bijrol | Laia Marull                                      | Gewonnen    |
| 2011 | Premios Goya (25ste uitreiking) | Beste debuterend acteur  | Francesc Colomer                                 | Gewonnen    |
| 2011 | Premios Goya (25ste uitreiking) | Beste debuterend actrice | Marina Comas                                     | Gewonnen    |
| 2011 | Premios Goya (25ste uitreiking) | Beste bewerkt scenario   | Agustí Villaronga                                | Gewonnen    |
| 2011 | Premios Goya (25ste uitreiking) | Beste camerawerk         | Antonio Rientra                                  | Gewonnen    |
| 2011 | Premios Goya (25ste uitreiking) | Beste artdirector        | Ana Alvargonzález                                | Gewonnen    |
| 2011 | Premios Goya (25ste uitreiking) | Beste productiemanager   | Aleix Castellón                                  | Genomineerd |
| 2011 | Premios Goya (25ste uitreiking) | Beste geluid             | Dani Fontrodona, Fernando Novillo, Ricard Casals | Genomineerd |
| 2011 | Premios Goya (25ste uitreiking) | Beste kostuums           | Mercè Paloma                                     | Genomineerd |
| 2011 | Premios Goya (25ste uitreiking) | Beste grime en haarstijl | Alma Casal, Satur Merino                         | Genomineerd |